# Chu Khuông vương
Chu Khuông Vương (chữ Hán: 周匡王; trị vì: 612 TCN - 607 TCN), tên thật là Cơ Ban (姬班), là vị vua thứ 20 của nhà Chu trong lịch sử Trung Quốc.

## Thân thế
Ông là con trai của Chu Khoảnh Vương – vua thứ 19 nhà Chu.

## Trị vì
Sử ký không ghi chép các sự kiện xảy ra dưới thời Chu Khuông vương ở ngôi.
Năm 607 TCN, Chu Khuông Vương mất. Ông ở ngôi 6 năm. Em ông là Cơ Du lên nối ngôi, tức là Chu Định Vương.